# Síria na Universíada de Verão de 2021
A Síria participou da Universíada de Verão de 2021, que aconteceu em Chengdu, na China, entre 28 de julho e 8 de agosto de 2023.
A delegação teve apenas uma única atleta feminina em uma única modalidade olímpica.

## Competidores
Esta foi a modalidade e atleta que disputou a edição:
| Esporte   | Masculino | Feminino | Total |
| --------- | --------- | -------- | ----- |
| Taekwondo | 0         | 1        | 1     |
| Total     | 0         | 1        | 1     |

## Desempenho

### Taekwondo
Feminino
Kyorugi
| Atleta            | Evento   | Primeira fase          | Oitavas                | Quartas                | Semifinais             | Final                  | Posição     | Ref.  |
| Atleta            | Evento   | Adversário e resultado | Adversário e resultado | Adversário e resultado | Adversário e resultado | Adversário e resultado | Posição     | Ref.  |
| ----------------- | -------- | ---------------------- | ---------------------- | ---------------------- | ---------------------- | ---------------------- | ----------- | ----- |
| Daniela Rodriguez | até 57kg | Bye                    | NEP Shrestha V 2–0     | KOR Kim D 0–2          | Não avançou            | Não avançou            | Não avançou | [ 3 ] |

Pumsae
| Atleta            | Evento     | Primeira fase | Primeira fase | Semifinal   | Semifinal   | Final       | Final       | Ref.  |
| Atleta            | Evento     | Resultado     | Pos.          | Resultado   | Pos.        | Resultado   | Pos.        | Ref.  |
| ----------------- | ---------- | ------------- | ------------- | ----------- | ----------- | ----------- | ----------- | ----- |
| Daniela Rodriguez | Individual | DNS           | DNS           | Não avançou | Não avançou | Não avançou | Não avançou | [ 4 ] |